# Zombie (chanson des Cranberries)
Pour les articles homonymes, voir Zombie (homonymie).
Singles de The Cranberries
Linger
(1994) Ode to My Family
(1994)
Zombie est une chanson contestataire du groupe irlandais Cranberries, apparue sur l'album No Need to Argue en 1994. Elle évoque le conflit nord-irlandais, appelé aussi Les Troubles, et contient des références à l'insurrection de Pâques 1916. Zombie rend également hommage aux victimes de l'attentat de l'IRA, le 20 mars 1993.
Par ailleurs, la chanson comporte des riffs de guitare aux sonorités inhabituelles pour le groupe. Zombie est resté numéro 1 dans le classement Alternative Songs du magazine Billboard pendant six semaines et a dominé les ARIA Charts pendant huit semaines,. La chanson a été désignée numéro 1 par les auditeurs de Triple J dans le Triple J Hottest 100 de 1994,. En 1995, Zombie remporte le prix de la « Meilleure Chanson » aux MTV Europe Music Awards,.

## Composition
Selon Allen Kovac, l'ex-manager de The Cranberries, en 1994 Island Records les avait exhortés à ne pas publier leur titre contestataire Zombie en tant que single. Dolores O'Riordan raconte avoir déchiré un chèque d'un million de dollars que le label lui avait proposé pour travailler sur une autre chanson.
Zombie a été écrit durant la tournée anglaise Cranberries' English Tour en 1993, en mémoire de deux garçons, Jonathan Ball et Tim Parry, qui ont été tués par l'Armée républicaine irlandaise provisoire (IRA), dans un centre commercial, lors des attentats de Warrington, le 20 mars 1993. Dolores O'Riordan a écrit les accords et paroles, seule dans son appartement, en Irlande. Zombie a été enregistré aux Willindmill Lane Studios à Dublin, en Irlande, en 1994, mais l'un des premiers enregistrements connu est une émission de France Inter le 3 mai 1993.
« L'IRA n'est pas moi. Je ne suis pas l'IRA », a déclaré Dolores O'Riordan. « Les Cranberries ne sont pas l'IRA. Ma famille ne l'est pas. » « Quand il est dit dans la chanson: "Ce n'est pas moi, ce n'est pas ma famille ", c'est ce que je dis. Ce n'est pas l'Irlande ».

« Il y avait beaucoup de bombes à Londres et je me souviens de cette fois où un enfant a été tué quand une bombe avait été placée dans une poubelle — c'est pourquoi il y a cette phrase dans la chanson, « Un enfant est lentement pris ». […] Nous étions dans le tour bus et j'étais près de l'endroit où cela s'est produit, alors cela m'a vraiment frappé fort — j'étais assez jeune, mais je me souviens avoir été dévastée par le fait que des enfants innocents étaient entraînés dans ce genre de choses. Donc je suppose que c'est pour ça que je disais : « Ce n'est pas moi » — que même si je suis irlandaise ce n'était pas moi, je ne l'ai pas fait. Parce qu'être irlandais, c'était assez difficile, surtout au Royaume-Uni quand il y avait tellement de tension »

— Dolores O'Riordan, How I Wrote...: Songwriting Magazine.
O'Riordan ne fait pas du lilting quand elle fait cette rupture nette du registre de poitrine à la voix de tête dans la seconde syllabe du mot « Zombie ». En fait, c'est du yodel.

## Ventes
Zombie est un des singles du groupe le mieux vendu, atteignant la quatorzième place des charts du Royaume-Uni (après une montée durant six semaines), prenant la première place des charts américains durant six semaines, occupant la première place du Top 50 français pendant neuf semaines (avec dix-neuf semaines dans le Top 10), le single s'est écoulé à 484 000 exemplaires et certifié disque d'or en 1995 et celle du Top 100 allemand durant une semaine (avec une présence de vingt-sept semaines au total dans le Top), et atteignant également la seconde place en Autriche, en Suède et en Suisse. La chanson, depuis sa sortie fin 1994 a été chantée à chaque tournée.

## Accueil
The Cranberries ont fait une apparition dans le Saturday Night Live en 1995 pour jouer leur chanson ; ce soir-là, Dave Thompson explique « c'est l'une des performances les plus puissantes auxquelles j'ai pu assister. »
En 2022, la chanson est élue "meilleure chanson irlandaise de tous les temps" par les auditeurs  de RTE efm.

## Clip vidéo
Un clip est sorti en octobre 1994. La vidéo a été réalisée par Samuel Bayer, et produite par Doug Friedman et H.S.I. Productions. Dans la vidéo, Dolores O'Riordan est couverte de maquillage or et apparaît devant une croix avec un groupe de garçons également couverts de maquillage doré. Le clip vidéo a été filmé par Samuel Bayer à Belfast, en Irlande du Nord, avec de vraies images lors de The Troubles. La vidéo comprend des clips d'enfants jouant à des jeux de guerre, une performance de The Cranberries, de soldats britanniques des Highlanders d'Argyll et de Sutherland en patrouille. Il comporte également des prises de vues de diverses peintures murales (IRA, UDA, UFF, UVF, Corporals killings, sur l'un des murs les noms de : Bobby Sands, Francis Hughes, Patsy O'Hara, Raymond McCreesh, Kevin Lynch, Thomas McElwee et sur un autre mur les noms et portrait de Derek Wood et de David Howe, etc.). Le clip vidéo Zombie a été interdit par la BBC au moment de la parution de la chanson. Ce qui a amené à une version éditée à la place, qui se concentre sur des images de performance en couleurs filmé à Los Angeles pendant 6 jours.
Au 6 octobre 2019, le clip vidéo officiel avait été visionnée par plus de 960 millions de personnes sur YouTube, la publication d'une nouvelle version remastérisée étant prévue.
The Cranberries Zombie est classé no 5 sur la liste définitive des clips vidéos rock les plus regardés au monde, publié le 23 octobre 2019 par Vevo (source: Analyse interne de Vevo, visualisation métrique US 2019).
En avril 2020, le clip de Zombie dépasse le cap du milliard de vues sur YouTube. Il devient ainsi le troisième clip issu des années 90 à rejoindre le club très fermé des vidéos « milliardaires » après November Rain de Guns N' Roses et Smells Like Teen Spirit de Nirvana.

## Classements et certifications
| Classement (1994-1995)                  | Meilleure position |
| --------------------------------------- | ------------------ |
| Autriche (Ö3 Austria Top 40)            | 1                  |
| Allemagne (Media Control AG)            | 1                  |
| Autriche (Ö3 Austria Top 40)            | 2                  |
| Belgique (Flandre Ultratop 50 Singles)  | 1                  |
| Belgique (Wallonie Ultratop 50 Singles) | 1                  |
| États-Unis (Alternative Songs)          | 1                  |
| États-Unis (Mainstream Rock)            | 32                 |
| États-Unis (Pop 100)                    | 18                 |
| États-Unis (Hot 100 Airplay)            | 22                 |
| France (SNEP)                           | 1                  |
| Norvège (VG-lista)                      | 2                  |
| Nouvelle-Zélande (RMNZ)                 | 1                  |
| Pays-Bas (Nederlandse Top 40)           | 3                  |
| Royaume-Uni (UK Singles Chart)          | 14                 |
| Suède (Sverigetopplistan)               | 2                  |
| Suisse (Schweizer Hitparade)            | 2                  |

| Classement (1995)   | Position |
| ------------------- | -------- |
| Australie           | 7        |
| Autriche            | 7        |
| Belgique (Flandre)  | 36       |
| Belgique (Wallonie) | 2        |
| Pays-Bas            | 41       |
| France              | 2        |
| Suisse              | 7        |

| Pays      | Certification | Date            | Ventes certifiés |
| --------- | ------------- | --------------- | ---------------- |
| Australie | 4 × Platine   | 1994            | 280 000          |
| Autriche  | Platine       | 22 janvier 1995 | 15 000           |
| Allemagne | Platine       | 1995            | 500 000          |

## Reprises
- Dès le printemps 1995, alors que l'eurodance reste populaire, le titre est repris par A.D.A.M. feat. Amy. Cette version dance reste 20 semaines dans le top 50 français[42].
- La chanson est reprise par le groupe Breed77 en 2007. Ils ont adapté une partie des paroles, en évoquant les évènements du 11 septembre 2001 ;
- En 2011, le chanteur congolais-suédois Mohombi a repris le refrain du titre, remplaçant le mot « zombie » par « Mohombi »[43] ;
- La chanson est samplée pour le titre Zombie du groupe de gabber The Sickest Squad sur l'album Sickcore 3.0, en 2016 ;
- Leo Moracchioli sort une reprise metal du titre en août 2016 ;
- En 2016, le disc-jockey Ran-D sort une reprise en musique électronique hard-style ;
- La chanson est samplée pour le titre In Your Head d'Eminem sur l'album Revival, en 2017[44] ;
- La chanson est reprise A cappella par la chanteuse suédoise Julia Westlin en Février 2018[45] ;
- La nuit de son décès, le 15 janvier 2018, à Londres, Dolores O'Riordan laissa un message vocal à son ami, directeur général de E7LG-Europe, Dan Waite, dans lequel elle a proposé de « chanter dessus », sur la cover de Zombie, que Waite avait précédemment donné à O'Riordan pour l'écouter et l'accréditer. La reprise étant du groupe metalcore Américain Bad Wolves. TMZ a publié ce message vocal le 5 avril 2018[46]. Le groupe sort malgré tout la chanson en hommage à la chanteuse et reversera les bénéfices générés par ce titre aux enfants de Dolores O'Riordan. Les paroles de la chanson Irlandaise sont actualisées par le chanteur du groupe de métalcore, faisant référence aux drones et à 2018 au lieu de 1916, le sens de la chanson des Cranberries étant supprimé ;
- En 2020, la chanteuse Brittney Slayes de Unleash the Archers en a fait une reprise en soutien au mouvement Black Lives Matter[47].
- En 2020 la chanteuse Miley Cyrus a repris la chanson au Whisky A Gogo à Los Angeles pour #SOSFest, qui permet de réunir des fonds pour les personnes vulnérables touchées par la crise du coronavirus[48].
- En 2023, le combattant de MMA Jung Chan-Sung, surnommé 'The Korean Zombie' utilise cette musique comme musique d'entrée pour le dernier de sa carrière contre Max Holloway à Singapour lors d'un événement Ultimate Fighting Championship.
- En 2023, la chanson accompagne les victoires de l'équipe de rugby d'Irlande lors de la Coupe du monde disputée en France. Son refrain est repris par les supporters irlandais.

## Dans la culture populaire
En 2017, la chanson a été reprise en version acoustique dans le film Pitch Perfect 3.
Une version acoustique est présente dans le film de zombies Army of the Dead (2021).
En 2023, lors de la Coupe du monde de rugby, Zombie est chanté à la fin des matchs par les fans de l'équipe d'Irlande. Certains y voient une polémique liée à la guerre d'indépendance et au conflit nord-irlandais,,.